# Constance Wachtmeister

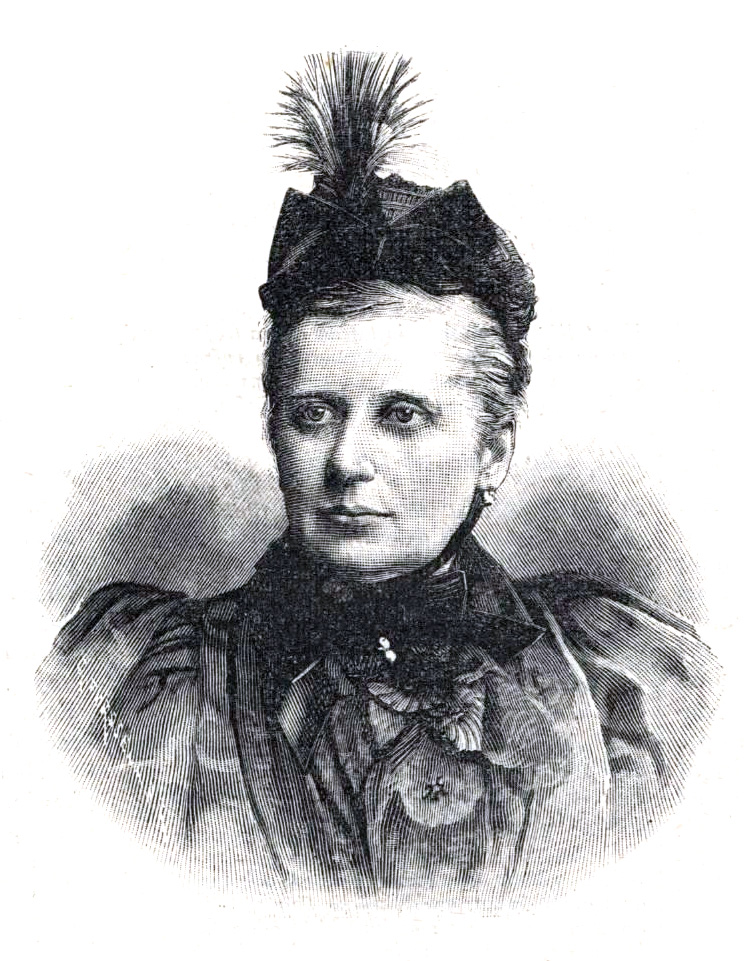
Constance Wachtmeister.

Constance Georgina Louise Bourbel de Monpincon (Condesa de Wachtmeister) nació el 28 de marzo de 1838, en Florencia, Italia. 
En 1863 se casó con su primo, el conde Wachtmeister, con quien tuvo un hijo, el conde Axel Raoul. Después de tres años, el matrimonio se mudó a Estocolmo donde, en 1868, el conde fue nombrado Ministro de Relaciones Exteriores. Después de la muerte del marido, en 1871, ella todavía vivió varios años en Suecia. 
En 1879 la condesa comenzó a investigar el Espiritismo y en 1881 se afilió a la Sociedad Teosófica.
Fue una compañera importante para Helena Blavatsky y un apoyo esencial para el trabajo de La Doctrina Secreta.
No ha dejado muchos textos escritos, pero su obra Reminiscences of H.P. Blavatsky and The Secret Doctrine es una fuente interesantísima para un estudio sobre la personalidad de Madame Blavatsky.
Posteriormente organizó la Theosophical Publishing Co., junto a Bertram Keightley, a fin de publicar la obra de H.P.B.
Tras trabajar sin descanso para difundir el mensaje teosófico, la condesa falleció en 1910.